# Rzekotka wschodnia
Rzekotka wschodnia (Hyla orientalis) – gatunek płaza bezogonowego z rodziny rzekotkowatych (Hylidae). Jako osobny gatunek została wyróżniona w 2008 roku (wcześniej była uznawana za podgatunek rzekotki drzewnej). Występuje od Polski i Łotwy po Turcję, greckie wyspy u wybrzeży Turcji, rejon Kaukazu i północny Iran. W Polsce zamieszkuje wschód i południe kraju, o jej występowaniu na terenie Polski wiadomo od 2012 roku.